# Unkanodes
Unkanodes is een insectengeslacht van halfvleugeligen uit de familie Delphacidae. De wetenschappelijke naam van het geslacht werd voor het eerst geldig gepubliceerd in 1956 door Fennah.

## Soorten
- Ondergeslacht Unkanodes (Chilodelphax) Vilbaste, 1968
  - Unkanodes (Chilodelphax) silvaticus Vilbaste, 1968
    - = Unkanodes silvaticus Vilbaste, 1968
    - = Chilodelphax silvaticus (Vilbaste, 1968)
- Ondergeslacht Unkanodes (Unkanodes) Fennah, 1956
  - Unkanodes (Unkanodes) excisa (Melichar, 1898)
    - = Liburnia excisa Melichar, 1898
    - = Delphax excisa (Melichar, 1898)
    - = Liburnia elymi Jensen-Haarup, 1917
    - = Delphacodes excisa (Melichar, 1898)
    - = Elymodelphax excisa (Melichar, 1898)
    - = Unkanodes excisa (Melichar, 1898)

  - Unkanodes (Unkanodes) latespinosa (Dlabola, 1957)
    - = Calligypona latespinosa Dlabola, 1957[2]
    - = Unkanodes latespinosa (Dlabola, 1957)

  - Unkanodes (Unkanodes) paramarginata (Dlabola, 1961
  - Unkanodes (Unkanodes) sapporona (Matsumura, 1935)
    - = Unkana sapporona Matsumura, 1935.
    - = Unkanodes sapporona (Matsumura, 1935)

  - Unkanodes (Unkanodes) tanasijevici (Dlabola, 1965)
    - = Elymodelphax tanasijevici Dlabola, 1965
    - = Calligypona zeravshanica Dubovsky, 1967
    - = Ribautodelphax notabilis Logvinenko, 1970
- Ondergeslacht Unkanodes (Kwonianella) Anufriev, 1988
  - Unkanodes (Kwonianella) albifascia (Matsumura, 1900: 268)
    - = Liburnia albifascia Matsumura, 1900: 268.
    - = Delphax albifascia (Matsumura, 1900)
    - = Delphacodes albifascia (Matsumura, 1900)

  - Unkanodes (Chilodelphax) albifascia (Matsumura, 1900)
    - = Chilodelphax albifascia (Matsumura, 1900)
    - = Unkanodes (Kwonianella) albifascia (Matsumura, 1900)

  - Unkanodes (Kwonianella) insularis Anufriev, 1988
    - = Unkanodes (Kwonianella) insularis Anufriev & Emeljanov, 1988

  - Unkanodes (Kwonianella) malamjabbensis Sohail, Naveed, Qin & Zhang, 2020[3]
  - Unkanodes (Kwonianella) sympaticus Anufriev, 1988
    - = Unkanodes (Kwonianella) sympaticus Anufriev & Emeljanov, 1988